# أندرياس مونيوث
أندرياس مونيوث (بالإسبانية: Andreas Muñoz)‏ هو ممثل إسباني، ولد في 4 أبريل 1990 بمدريد في إسبانيا.

## أعمال

### أفلام
- (2007) هدف 2[1]

## وصلات خارجية
- أندرياس مونيوث على موقع IMDb (الإنجليزية)
- أندرياس مونيوث على موقع قاعدة بيانات الفيلم (الإنجليزية)